# Shingay
Shingay eller Shengay är en by i civil parish Shingay cum Wendy, i distriktet South Cambridgeshire, i grevskapet Cambridgeshire i England. Byn är belägen 18 km från Cambridge. Shingay var en civil parish fram till 1957 när blev den en del av Shingay cum Wendy. Civil parish hade 38 invånare år 1951. Byn nämndes i Domedagsboken (Domesday Book) år 1086, och kallades då Scelgei.